# Львов, Андрей Степанович
Андре́й Степа́нович Львов (5 октября 1905, Кашмаши, Козьмодемьянский уезд, Казанская губерния, Российская империя — 10 октября 1979, Москва) — советский лингвист, педагог. Доктор филологических наук (1963). Старший научный сотрудник Института русского языка АН СССР.

## Биография
Родился в деревне Кашмаши Акрамовской волости Козьмодемянского уезда Казанской губернии (ныне Сятракасинское сельское поселение Моргаушского района Чувашии) в крестьянской семье.
В 1929 году окончил отделение языка и литературы Восточного педагогического института в Казани, в 1934 — аспирантуру НИИ национальностей (Москва). Уже в 1930-х годах молодой учёный печатал свои статьи по языкознанию, методике школьного преподавания чувашского языка в газете «Канаш», различных московских журналах.
В 1934 году начал работать в Чувашском государственном педагогическом институте, руководил сектором языка в ЧНИИ. Принимал участие в подготовке к изданию ряда томов фундаментального 17-томного «Словаря чувашского языка» Н. И. Ашмарина.
С 1958 работал в Москве в Институте русского языка Академии наук СССР.
В 1963 году защитил докторскую диссертацию «Очерки по лексике старославянской письменности».
Занимался исследованием памятников славянской и русской письменности, этимологией, изучал «Повесть временных лет». Часто выступал как в отечественных, так и в зарубежных научных сессиях, печатался в иностранных научных журналах и сборниках.
Умер 10 октября 1979 года. Похоронен на Хованском кладбище.

## Основные работы
- Очерки по лексике памятников старославянской письменности. М., 1966.
- К истории слова «грамота» в древнерусской письменности // Исследование источников по истории русского языка и письменности. М., 1966.
- Лексика «Повести временных лет» / А. С. Львов; Институт русского языка АН СССР. — М.: Наука, 1975. — 368 с. — 5000 экз. (в пер.)
- Общеславянское и диалектное в лексике памятников старославянской письменности // Славянское языкознание. VIII Международный съезд славистов. Загреб—Любляна, сентябрь 1978; Доклады советской делегации. М.: Наука, 1978.
- Чешско-моравская лексика в памятниках древнерусской письменности // Славянское языкознание: VI Международный съезд славистов. М., 1968